# Friedrich Konrad Hornemann
Friedrich Konrad Hornemann (geboren 15. September 1772 in Hildesheim; gestorben 9. Februar 1801 in Bokane, Nigeria) zählt neben Mungo Park zu den ersten erfolgreichen Forschungsreisenden der Londoner African Association.

## Frühes Leben
Der Tag von Hornemanns Geburt ist nicht ganz sicher, lässt sich aber eingrenzen, da ein großer Verzug zwischen Geburt und Taufe nicht anzunehmen ist. Laut Kirchenbuch der Andreaskirche Hildesheim fand die evangelische Taufe, mit Namen Friedrich Conrad, am 20. September 1772 im Wohnhaus seiner Eltern statt. Naheliegend ist, dass der Vater die Taufe vornahm.

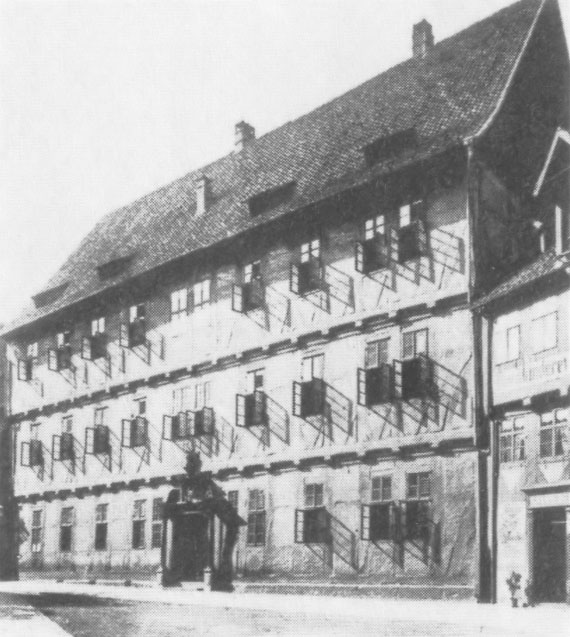
Gymnasium Andreanum in Hildesheim

Sein Vater Friedrich Georg Hornemann war Erster Pastor an St. Andreas. Seine Mutter Katharina Dorothea Juliane geb. Crome (13. März 1744–15. März 1799) stammte aus der Familie des Konsistorialrats und Generalsuperintendenten Friedrich Andreas Crome in Alfeld. Friedrich Hornemann wuchs zusammen mit zwei älteren Schwestern und einem jüngeren Bruder auf und besuchte das Gymnasium Andreanum, an dem unter anderem auch sein Vater unterrichtete. Als dieser starb (2. Juli 1787), kam Friedrich 1788 in die Obhut seines Onkels Ludwig Gottlieb Crome, Rektor des Johanneums in Lüneburg, der mit seiner großen Familie in wirtschaftlicher Not lebte. Einer der Vettern war Georg Ernst Wilhelm Crome.
Im Frühjahr 1791 endete Hornemanns Schulzeit. Am 5. Mai des Jahres trug er sich in die Matrikel der Georgia Augusta in Göttingen als Student der Theologie ein. Nach dem Wintersemester 1793/1794 schloss er sein Studium ab und unterrichtete als Hauslehrer.
Ab Ostern 1794 wirkte er an der Hofschule in Hannover.

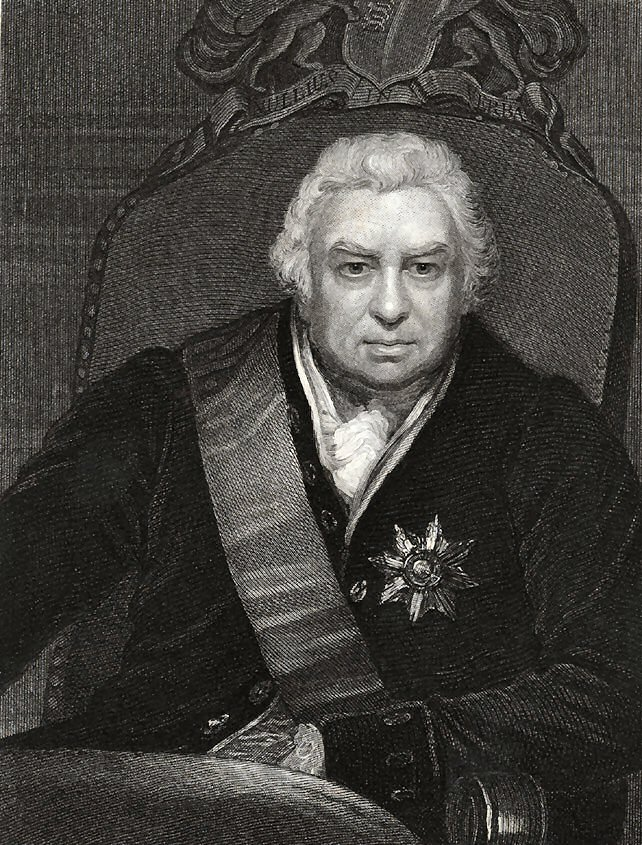
Joseph Banks

Noch im selben Jahr 1794 wurde Hornemann auf Vermittlung des Göttinger Naturwissenschaftlers Johann Friedrich Blumenbach an Joseph Banks, den President of the Committee of The African Association for Promotion the Interior of Africa empfohlen. Zwischen Blumenbach und Banks bestand ein Vertrauensverhältnis, auf das Hornemann baute. Einem lang gehegten Wunsch nachgebend hatte er sich entschlossen, in „unbekannte Gegenden der Welt“ zu reisen. Definiertes Ziel war es, eine Karawane von Kairo aus in die Hausastaaten zu begleiten und dabei die in Europa weitgehend unbekannten geographischen Verhältnisse zu erkunden.
Durch Blumenbachs Einfluss erhielt Hornemann die Möglichkeit, durch einen finanziellen Zuschuss der African Association zielgerichte Studien in Göttingen zu betreiben. Er lernte die arabische Sprache, Ortsbestimmungen auf astronomischer Basis zu berechnen und befasste sich eingehend mit der Geographie Afrikas. Es gibt Anhaltspunkte, die auch ein physisches Training vermuten lassen.
Im Dezember 1796 fühlte sich Hornemann auf seine Aufgaben ausreichend vorbereitet und teilte der African Association mit, bereits in wenigen Wochen die Reise von Kairo nach Katsina antreten zu können. In London entschied man sich, ihn zunächst einmal persönlich kennenzulernen, zu instruieren und Bedingungen festzulegen.

## Afrikareise
Mitte Februar 1797 verließ Hornemann Göttingen, fuhr per Postkutsche nach Cuxhaven und mit dem Postboot nach London. Einzelheiten, Aufgaben, Kostenerstattung und Honorare bzgl. der Afrikareise wurden vereinbart. Es sollte dann aber beinahe vier Monate dauern, bis seine Weiterreise über Paris nach Marseille beginnen konnte. Von dort ging es am 11. August 1797 auf einem Schiff unter neutraler Flagge (in Europa tobte gerade der erste Koalitionskrieg) weiter bis Larnaka auf Zypern und von Limassol nach Alexandria. Gut fünf Wochen später traf Hornemann in Bulaq ein, dem Nilhafen vor den Toren Kairos.

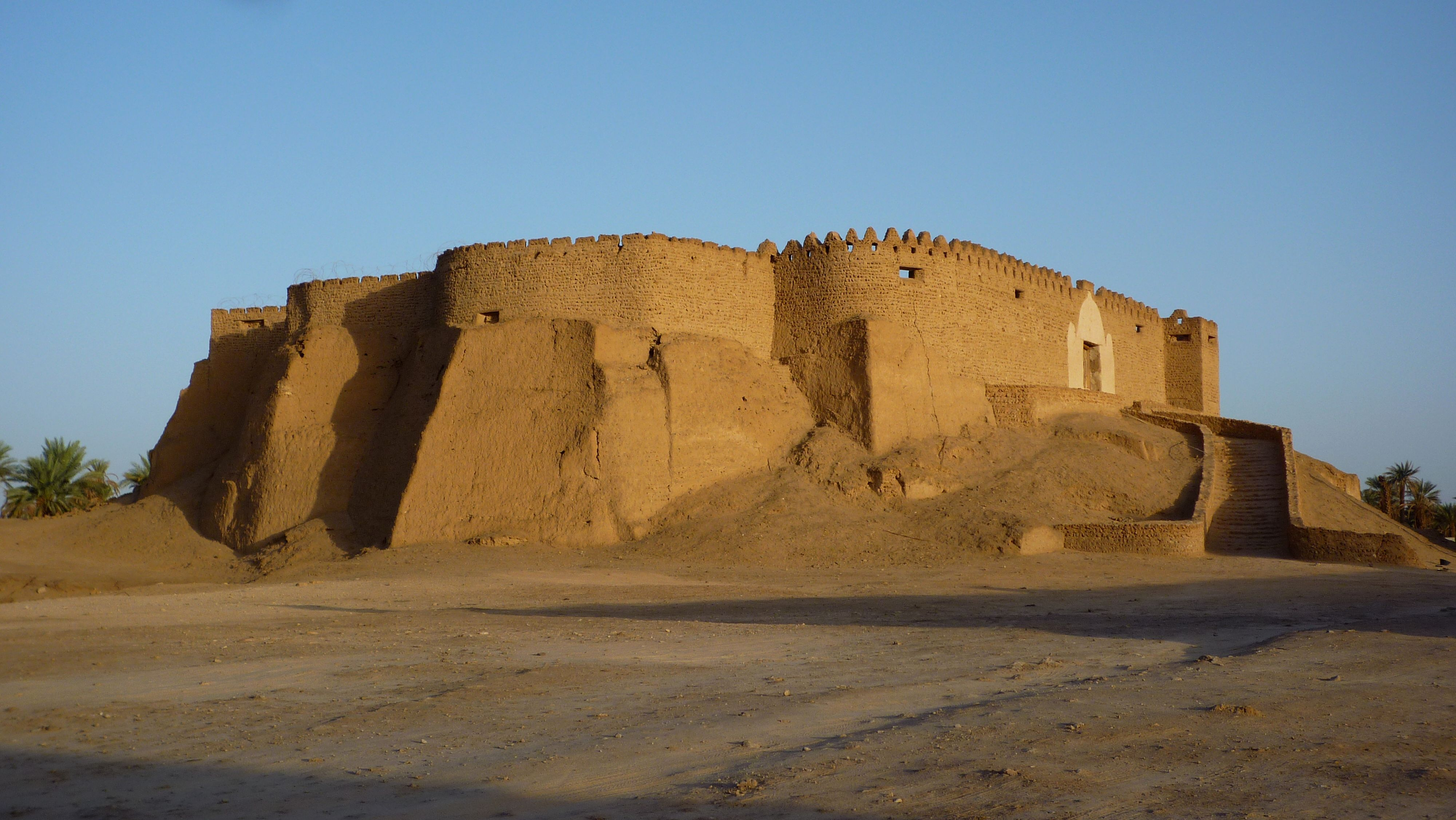
Festung von Murzuq

Dort machte er sich vereinbarungsgemäß mit dem ihm fremden Umfeld bekannt, vervollständigte seine Sprachkenntnisse, nahm die Identität eines Mamluken an und knüpfte Kontakte mit Karawanenhändlern und Pilgerreisenden. Eine Pestepidemie erschwerte diese Aufgabe. Die Okkupation Ägyptens durch die französische Armee schien sein Vorhaben zunächst zu bedrohen. Dann aber unterstützte ihn General Napoléon Bonaparte und er konnte sich am 5. September 1798 einer Karawane anschließen. Sie zog durch die Kattara-Senke, über die Oasen Siwa und Audschila durch die Libysche Wüste und erreichte nach fast zwei Monaten Murzuq.
Dieser bedeutendste Handelsort des Fessan lag auf der Transsahara-Route, die von Tripolis in den westlichen Sudan führte. Hornemann hielt sich in Murzuk etliche Wochen auf, ging dann für kurze Zeit nach Tripolis, um seine Reiseberichte zu schreiben und zu versenden. Ende Januar 1800 kehrte er wieder nach Murzuq zurück. Dort schloss er sich einem Kaufmann aus Bornu an. Gemeinsam mit ihm, so Hornemann in seinem letzten Brief vom 5. April 1800, wolle er am darauf folgenden Tag mit einer Karawane südwärts ziehen.
Erst rund 20 Jahre später trafen in Europa die ersten Nachrichten über sein vermutliches Schicksal ein. Danach sei er bis beinahe an den Unterlauf des Niger vorgedrungen, galt als Marabu, sei schließlich aber an Ruhr gestorben.
Hornemanns Berichte über seine Beobachtungen auf dem Wege von Kairo nach Murzuq sowie über die Erkundungen der Länder im westlichen Sudan wurden in London ausgewertet und trugen wesentlich zur Verbesserung der geographischen Karte Nordafrikas bei. Seine Beschreibung von Siwa bestätigte eine erst kurz zuvor durch William George Browne getroffene Vermutung, die aus antiken Schriften bekannte Ammon-Oase gefunden zu haben.
1802 und im darauf folgenden Jahr erschienen Hornemanns Berichte zusammen mit kommentierenden Beiträgen anderer Autoren zunächst in London, dann in französischer Übersetzung und in zwei deutschen Verlagen als so genanntes Tagebuch seiner Reise. Seither wurden die Texte mehrfach neu aufgelegt. Ein Reprint der Weimarer Ausgabe von 1802 erschien 1997 beim Verlag Olms.

## Todesnachricht
Ein von Joseph Ritchie, dem britischen Vizekonsul aus Murzuk, versandtes Schreiben vom 25. Aug. 1819 ließ Hornemanns vermutlichen Tod zur Gewissheit werden. Regierungsrat Johann Friedrich Blumenbach in Hannover setzte 1821 mit dem Beitrag „Letzte Nachricht vom Tode Hornemanns ...“ im Vaterländischen Archiv einen Schlussstrich unter die in Deutschland kursierenden Spekulationen über den verschollenen Afrikareisenden. Seither gilt Bokane (Bokana, Bokani) im Hausaland als sein letzter Aufenthaltsort. Das allgemein mit 1800 angegebene Todesjahr erschließt sich aus diesen Nachrichten nicht. Für 1801 spricht die an Hornemanns Geschwister als Erben von der African Association 1802 ausgezahlte Jahresvergütung.

## Bokane
In neuerer Zeit regte Fr. Winterhager mit einer Feststellung zur Suche der geografischen Lage des Sterbeorts an und lenkte die Aufmerksamkeit auf das Gebiet nördlich von Rabba in Nigeria. Ein aktuelles Suchergebnis: Der Ort Dapangi/Makera 9° 29′ N, 5° 12′ O in Nigeria liegt in der Nähe von Bokanj, unmittelbar an der Mokwa-Bokani-Kontangora-Road, nur etwa 35 km von Hornemanns Reiseziel Niger entfernt.

## Schriften
Englische, französische und deutsche Erstausgaben:
- The Journal of Frederick Hornemann's Travels, from Cairo to Murzouk, the Capital of the Kingdom of Fezzan, in Africa, in the Years 1797-8, London 1802. (Digitalisat)
- Voyage dans l'intérieur de l'Afrique, par Fréderic Hornemann, pendant les annés 1797, 1798, Traduite de l'anglais …, Paris (André) 1802. (Digitalisat)
- Fr. Hornemanns Tagebuch seiner Reise von Cairo nach Murzouk, der Hauptstadt des Königreichs Fessan in Afrika, in den Jahren 1797 und 1798, aus der teutschen Handschrift desselben herausgegeben von Carl König, Weimar 1802 (Digitalisat)